# Chamsara
La Chamsarà (in russo Хамсара́? o Хам-Сыра́) è un fiume nella parte asiatica della Russia, affluente di destra del Bol'šoj Enisej. Scorre nella Siberia meridionale, nel Todžinskij kožuun della Repubblica di Tuva. 

## Descrizione
Il fiume ha origine dal lago Aldy-Dėėrlig-Chol' (озеро Алды-Дээрлиг-Холь)  tra i monti Saiani Orientali. La lunghezza del fiume è di 325 km, l'area del bacino è di 19 400 km². Sfocia a 241 km dalla foce del Bol'šoj Enisej.
Il fiume inizia a ghiacciare alla fine della seconda decade di ottobre e si congela alla fine di ottobre. Il disgelo del fiume si verifica all'inizio della seconda decade di maggio con una burrascosa deriva di ghiaccio. La durata totale del periodo con fenomeni di ghiaccio è di 207 giorni.